# باد لويس
باد لويس (بالإنجليزية: Bud Lewis)‏ هو لاعب غولف أمريكي، ولد في 30 أغسطس 1908، وتوفي في 22 نوفمبر 2011.